# Mine Opémiska
La mine Opémiska, ou mine Opémisca, est une mine souterraine située à Chapais, dans le Nord-du-Québec. L'exploitation du gisement, découvert en 1929 par Leo Springer, a lieu en 1936 et 1937, puis de 1953 à 1991. Depuis 2021, la société QC Copper & Gold entreprend des forages sur le site de l'ancienne mine. Un projet de relance et de mine à ciel ouvert est envisagé.

## Historique

### Découverte du minerai

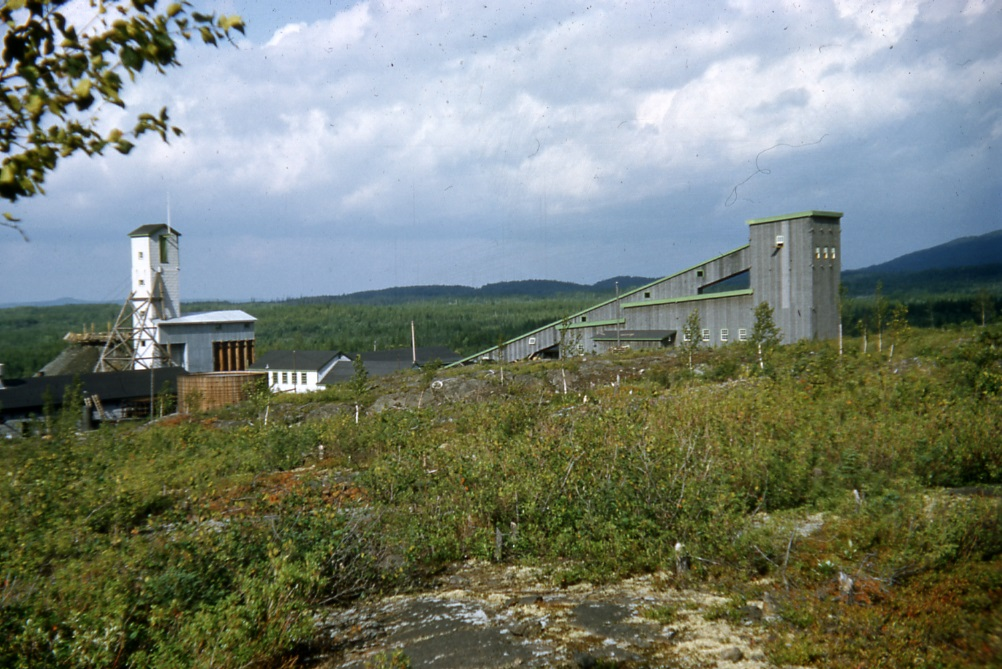
Installations de la Mine Opemiska, années 1950.

Dès le milieu du XIXe siècle, des rapports géologiques attirent l'attention du gouvernement provincial et fédéral sur le potentiel minier du nord. Le rapport de James Richardson publié en 1870 pour la Commission géologique du Canada, souligne la présence d'importantes ressources minérales dans le secteur du lac Chibougamau. Dès 1903, Peter McKenzie y découvre du cuivre, marquant le début de l'exploration minière intensive dans les environs,.
En 1929, le prospecteur Leo Springer est informé par un trappeur cri, Charles A. Dixon, de la présence de minerai de cuivre dans la région du lac Opémisca. Les prospecteurs Springer, Jos Perry et Gaston Robitaille se rendent sur place en et collectent des échantillons. Le premier y découvre un gisement de cuivre prometteur,. En 1936, une première compagnie minière entreprend des forages sur le gisement, creusant 600 mètres de galeries sur le site. Elle cesse toutefois ses opérations l'année suivante. La chute du prix du cuivre et l'absence de route vers le secteur y complique les opérations minières.

### Le campement Opémiska et la ville de Chapais

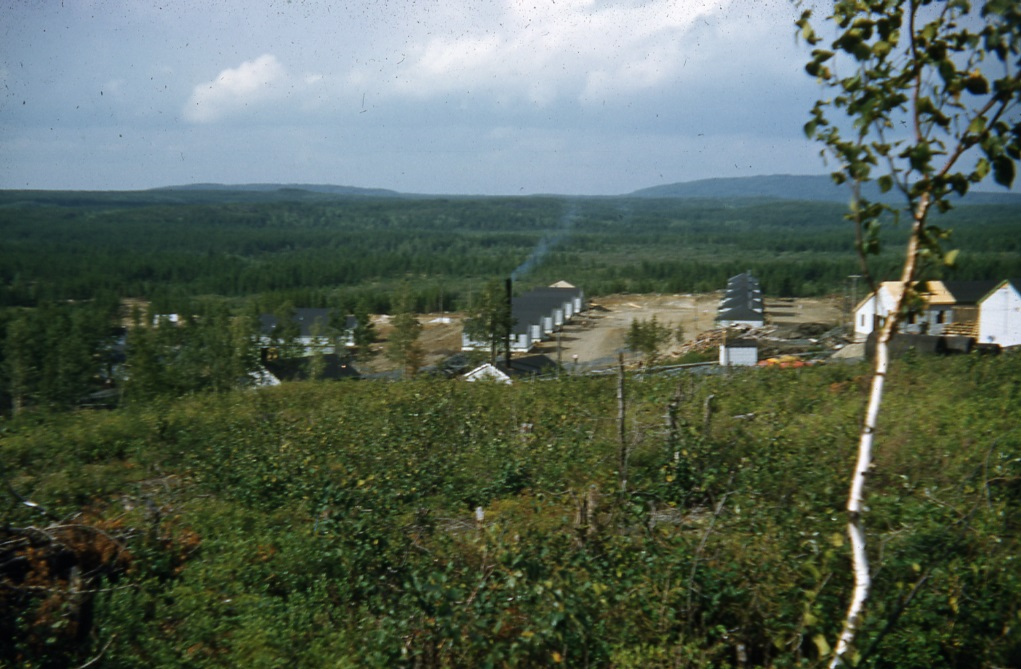
Résidences des employés de la mine Opémiska, années 1950.

La route reliant Chibougamau au Saguenay-Lac-Saint-Jean est inaugurée en 1949. L'ouverture de cette voie terrestre en gravier à proximité du site, l'avènement de la société de consommation et l'augmentation des besoins en minerai pendant la Guerre froide stimulent l'industrie minière régionale et contribuent à la relance du projet. La mine Opémiska est mise en service dès 1953. La compagnie crée à la même époque le campement Opémiska : un village minier pour les travailleurs et leurs familles. L'entreprise assume la construction des maisons et les services essentiels du village minier. Il devient en 1955, la ville de Chapais,.
Après la fondation de Chapais, la mine Opémiska demeure propriétaire de l'essentiel du parc immobilier de la municipalité. Elle assure aussi la construction de complexes récréatifs et sportifs locaux, comme l'aréna, la piscine, le club de curling municipaux. L'entreprise fait aussi construire et possède la salle communautaire du Club Opémiska, détruit par les flammes le 1er janvier 1980. L'incendie du Club Opémiska cause la mort de 48 personnes et fait une cinquantaine de blessés.
Jusqu'à sa fermeture, la mine Opémiska est le poumon économique et l'employeur principal de la communauté de Chapais. En 1955, l'entreprise embauche 700 travailleurs. Ils ne sont toutefois que 250 en 1991. Cette année-là, la mine cesse ses opérations. Ses installations sont démantelées l'année suivante,. Le parc immobilier, les installations communautaires, les réseaux d'aqueduc, d'égouts et d'électricités ainsi qu'une partie du parc à résidus miniers sont vendus à la municipalité à des prix symboliques de 1 dollars au cours des années suivantes.

### Production
Au début des années 1960, les activités minières dans la région de Chibougamau et de Chapais (en particulier aux mines Opémiska, Copper Rand et Principale) sont si prospères qu'on envisage la construction d'une fonderie. La compagnie Noranda qui possède la fonderie Horne s'oppose à cette compétition en multipliant les démarches pour conserver ses clients de Chapais et de Chibougamau. Le projet de fonderie ne voit jamais le jour. Entre 1960 et 1971, le camp minier de Chapais et Chibougamau est le plus important producteur de cuivre de l'Est du pays.
Entre 1953 et son démantèlement (soit 36 ans de production), la production du chevalement Springer I est évaluée à 651 millions de livres de cuivre et 457 000 onces d'or. Quant au chevalement Perry pour la même période (24 années de production), elle est évaluée à 395 millions de livres de cuivre et 64 000 onces d'or.

### Conditions de travail des mineurs
En octobre 1961, un conflit de travail éclate à la mine Opémiska. Les 450 travailleurs affiliés au syndicat CSN entreprennent une grève qui s'étire sur 5 mois, afin d'obtenir des conditions de travail similaires à celles les travailleurs des mines d'amiante de Thetford Mines. Ils contestent aussi le poids de la mine Opémiska dans l'administration de la ville de Chapais. La grève prend fin en mars 1962 et les mineurs obtiennent une amélioration de leurs conditions de travail. Ce conflit marque toutefois une fracture au sein de la communauté, qui se divise en deux camps : les syndiqués, associées au maire de l'époque, et les jaunes de la mine.
Au cours de ses années d'opération, les conditions de travail des mineurs sont fréquemment dénoncées. En 1975, à la suite du décès de deux mineurs, le syndicaliste Michel Chartrand alerte l'opinion publique sur les conditions de sécurité déficientes à la mine Opémiska de Chapais. Il dénonce également l'absence d'inspections des institutions publiques.
En 1979 les mineurs entament une grève d'une semaine. Une autre grève d'une durée d'un mois a aussi lieu en 1981. Au cours de celle-ci, une voiture conduite par le gérant de la mine percute deux épouses de mineurs prenant la relève sur les piquets de grèves.
En 1988, le syndicat CSN local établit que deux travailleur sur trois de la mine Opémiska souffrent de la maladie des « doigts blancs » (syndrome de Raynaud). Au même moment, on estime qu'au Québec 15 % des travailleurs miniers en sont atteints. Des 254 travailleurs en poste à Chapais, un travailleur sur trois souffre d'un syndrome sévère aux mains, aux bras et au cou, causé par les outils de travail vibrants. En 1989, l'Institut de recherche en santé et sécurité au travail du Québec (IRSST) estime que les outils employés par les mineurs de la mine Opémiska provoquent des vibrations de trois à dix fois supérieures à la norme recommandée de l'époque, bien qu'aucune norme ne soit imposée à l'époque par la Commission de la santé et sécurité au travail du Québec (CSST),. À l'époque, la majorité de ces cas de maladie professionnelle sont rejetées par la CSST. L'IRSST recommande en 1989 l'abolition de la prime au rendement des mineurs, qui les pousse à travailler plus fort et à s'exposer aux risques du développement du syndrome de Raynaud. 
En 1990, après plusieurs années de tentatives, le syndicat CSN de la mine réussit à convaincre la Commission de la santé et de la sécurité du travail d'indemniser les travailleurs aux prises avec la maladie de Raynauld et de reconnaître l'existence de cette maladie irréparable liée à la vibration de la foreuse.
La mine ferme ses portes en 1991, avant la mise en place de mesures de prévention.

## Exploitation
Au cours de ses années d'exploitation, la mine Opémiska exploite cinq puits.
| Puits       | Années d'opération     | Profondeur               | Démantèlement                             |
| ----------- | ---------------------- | ------------------------ | ----------------------------------------- |
| Springer I  | 1953-1991              | 2 409 pieds (14 niveaux) | Septembre 1991                            |
| Springer II | 1955-1991              | 2 233 pieds (5 niveaux)  | Octobre 1991                              |
| Perry       | 1958-1983 et 1985-1991 | 3 322 pieds (20 niveaux) | Août 1991                                 |
| Robitaille  | 1968-1972              | 1 461 pieds (8 niveaux)  | Chevalement réutilisé sur le puits Cooke. |
| Cooke       | 1976-1989              | 1 985 pieds (10 niveaux) | Octobre 1990                              |

### Propriétaires de la mine
La première entreprise à entreprendre des travaux sur le gisement est la Venture Limited, en 1936 et 1937. De 1953 à 1971, la mine Opémiska est opérée par l'entreprise Opemiska Copper Mines Ltd. Elle devient la propriété de Falconbridge Copper Ltd. en 1971. De 1986 jusqu'à sa fermeture, la mine appartient à Minnova Inc.

## Gestion des résidus miniers
Le 23 juin 2008, la digue retenant les résidus miniers de la mine Opémiska cède, faute d'entretien. Le bassin contenant l'équivalent de 400 piscines olympiques d'eaux polluées se déverse dans un ruisseau. La vague s'enfonce dans la forêt, arrachant la route et la voie de chemin de fer. Les eaux polluées atteignent les rivières Obatogamau et Opiwaka. L'incident environnemental pousse les autorités gouvernementales à resserrer la surveillance des parcs à résidus miniers au Québec.

## Projet de relance
En 2021, l'entreprise minière QC Copper & Gold réalise des forages sur le site de l'ancienne mine Opémiska, estimant que des milliers de tonnes d'or et de cuivre pourraient encore y être exploité. Un projet de mine à ciel ouvert est envisagé. Les travaux de forage sont poursuivis en 2022,,.

## Toponymie
Les chemins Cooke, Perry et Robitaille à Chapais font référence aux anciens chevalements des puits de la mine Opémiska,,.

## Archives
Les archives de la Division Opémiska de Minnova sont conservées à la Société d'histoire de la Baie-James.